# یاسوهیرو واتانابه
یاسوهیرو واتانابه (انگلیسی: Yasuhiro Watanabe؛ زادهٔ ۴ اکتبر ۱۹۹۲) بازیکن فوتبال اهل ژاپن است.
از باشگاه‌هایی که در آن بازی کرده‌است می‌توان به باشگاه فوتبال آلبیرکس نیگاتا اشاره کرد.